# Volusia (Floride)
Pour les articles homonymes, voir Volusia (homonymie).
Volusia est un village non-incorporé du comté de Volusia en Floride, situé sur la rive est du fleuve St. Johns. Il abrite le port de Volusia à l'extrémité de la Juno Trail. La localité comporte environ 230 habitations. Elle est proche de la localité d'Astor dans le comté de Lake à l'ouest.